# Лангенбург
Лангенбург (нем. Langenburg) — город в Германии, в земле Баден-Вюртемберг. 
Подчинён административному округу Штутгарт. Входит в состав района Швебиш-Халль.  Население составляет 1775 человек (на 31 декабря 2010 года). Занимает площадь 31,40 км². Официальный код  —  08 1 27 047.
До 1806 года был столицей княжества Гогенлоэ-Лангенбург. В городе находится замок, который до сих пор принадлежит князьям Гогенлоэ-Лангенбургским.

## Фотографии
- Башни замка
- Автомузей в замке
- Общий вид замка
- Интерьеры замка